# 오혜석
오혜석은 대한민국의 텔레비전 드라마 작가이다. 

## 드라마
- 2023년 MBC 금토 미니시리즈 《넘버스:빌딩숲의 감시자들》 ... 공동집필